# سيفيتاس

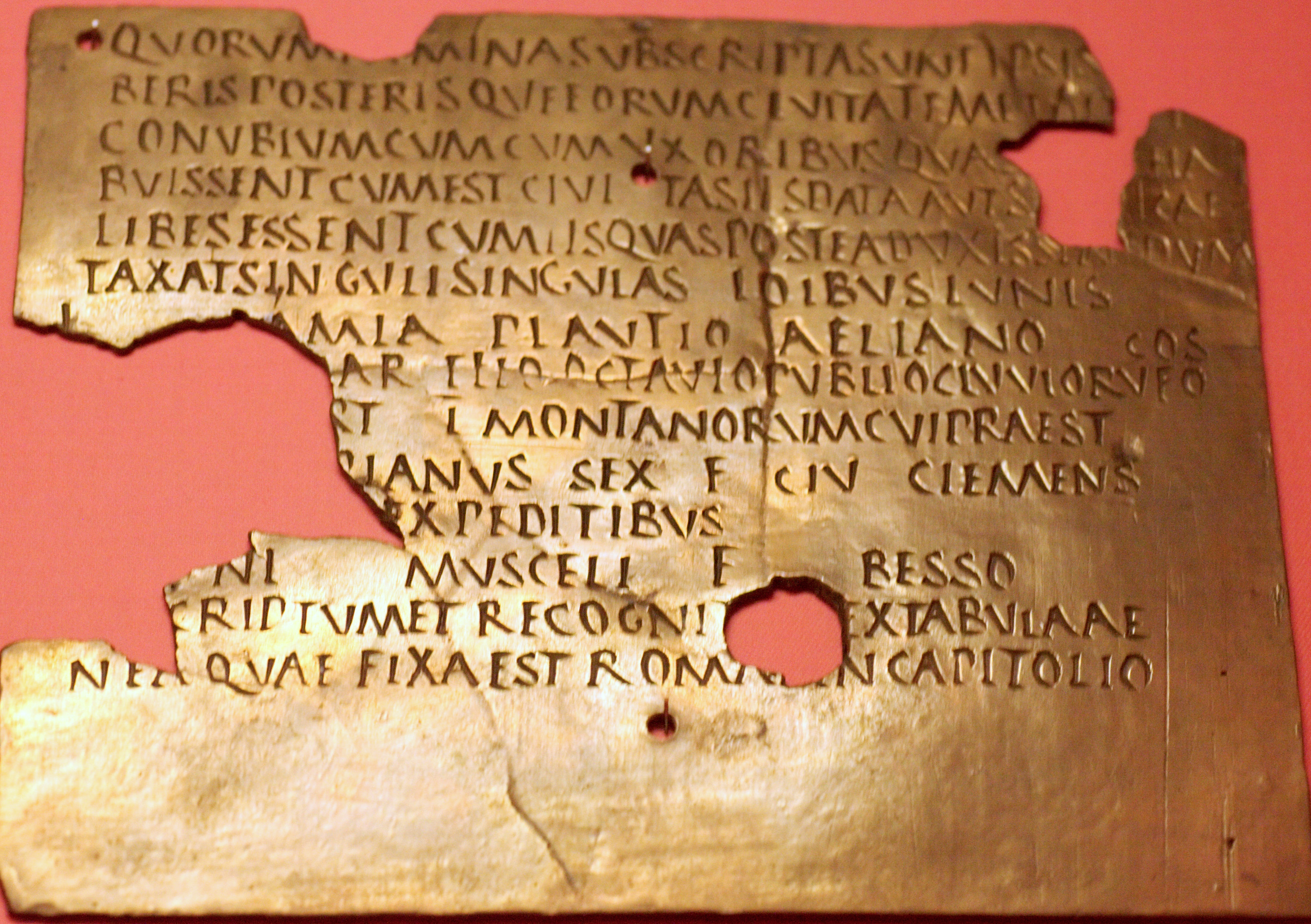
دبلوم عسكري أو شهادة نجاح الخدمة العسكرية، يمنح الجنسية للجندي المتقاعد والمعالين الذين كانوا معه في ذلك الوقت. العبارة الرئيسية هي "est civitas eis data" حيث تعني "civitas" المواطنة.

سيفيتاس (بالإنجليزية: Civitas) هو اسم لاتيني مؤنث تم تشكيله على سيفيس (باللاتينية: civis) «مواطن»، وفقاً لشيشرون خلال نهاية حقبة الجمهورية الرومانية سيفيتاس كانت الجسم الاجتماعي للمواطنين المتحدين بموجب القانون. إنه القانون الذي يجمعهم معاً ويمنحهم مسؤوليات من جهة وحقوق المواطنة من ناحية أخرى. تكتسب المواطنة بالمولد أو القبول وتفقد بالموت أو الطرد. سيفيتاس ليست مجرد هيئة جماعية لجميع المواطنين، بل هو عقد يربطهم جميعا لأن كل واحد منهم هو سيفيس.